# Elaphria cenicienta
Elaphria cenicienta là một loài bướm đêm trong họ Noctuidae.